# Parafia św. Mikołaja w Miejskiej Górce
Parafia Świętego Mikołaja w Miejskiej Górce – rzymskokatolicka parafia w Miejskiej Górce, należy do dekanatu rawickiego archidiecezji poznańskiej. Została erygowana w 1422 roku. 
Obecnie proboszczem parafii jest ks. Piotr Świerczyński. 